# شيلبي ستيل
شيلبي ستيل (بالإنجليزية: Shelby Steele)‏ هو صحفي أمريكي، ولد في 1946 في شيكاغو في الولايات المتحدة.

## وصلات خارجية
- شيلبي ستيل على موقع IMDb (الإنجليزية)
- شيلبي ستيل على موقع روتن توميتوز (الإنجليزية)
- شيلبي ستيل على موقع إن إن دي بي (الإنجليزية)
- شيلبي ستيل على موقع قاعدة بيانات الفيلم (الإنجليزية)